# PowerArchiver
PowerArchiver é um software proprietário de compactação de arquivos usado para Microsoft Windows, desenvolvido pela empresa ConeXware Inc. Pode compactar e descompactar arquivos de diversas formas diferentes incluindo ZIP, 7z e Tar. Também consegue descompactar RAR, ACE dentre outros formatos. O programa de avaliação funciona por 40 dias, após o período deve ser efetuado a aquisição. Só é permitido de forma gratuita para uso pessoal incluindo atualizações e futura versões do programa. Para empresas, ao adquirir a licença, só é permitido para duas atualizações de versão.
PowerArchiver foi lançado em março de 1999. Foi anunciado como um programa gratuito escrito na linguagem Borland Delphi. Se tornou shareware em junho de 2001. Nas suas primeiras versões era chamado de EasyZip. Possui tradução para 17 idiomas.